# Suore grigie del Sacro Cuore
Le Suore Grigie del Sacro Cuore (in inglese Grey Nuns of the Sacred Heart) sono un istituto religioso femminile di diritto pontificio: le suore di questa congregazione pospongono al loro nome la sigla G.N.S.H.

## Storia
La congregazione ebbe origine da quella canadese delle suore Grigie della Croce di Ottawa, derivata dalle suore della Carità fondate nel 1738 a Montréal da Marie-Marguerite d'Youville.
Con decreto del 12 maggio 1921 la Santa Sede staccò le filiali statunitensi dalla casa madre di Ottawa dando inizio a un istituto indipendente.
La sede generalizia fu inizialmente stabilita a Philadelphia, ma fu poi trasferita a Yardley, in Pennsylvania.

## Attività e diffusione
Le suore grigie si dedicano all'istruzione e all'educazione cristiana della gioventù e all'assistenza ad anziani ed ammalati.
Oltre che negli Stati Uniti d'America, le suore sono presenti ad Haiti; la sede generalizia è a Yardley, in Pennsylvania.
Alla fine del 2008 la congregazione contava 127 religiose in 45 case.